# Rubidi nitrat
Rubidi nitrat là một hợp chất vô cơ có thành phần gồm nguyên tố rubidi và nhóm nitrat, có công thức hóa học là RbNO3. Muối nitơ kim loại kiềm này có màu trắng và hòa tan trong nước.

## Tính chất
Rubidi nitrat tồn tại dưới dạng thức là một tinh thể màu trắng dạng bột hòa tan trong nước và ít tan trong axeton. Trong một bài kiểm tra thí nghiệm về việc bị đốt cháy dưới ngọn lửa, RbNO3 cháy phát ra ánh sáng màu tím hơi mờ.

## Sử dụng
Các hợp chất Rubidi có rất ít ứng dụng. Giống như caesi nitrat, nó được sử dụng trong bức xạ hồng ngoại dùng tạo thành thành phần của pháo hoa, đóng vai trò là một chất màu và chất oxy hóa, ví dụ: trong các loại pháo và pháo sáng. Nó cũng được sử dụng làm nguyên liệu thô để điều chế các hợp chất rubidi khác và kim loại rubidi và sản xuất các chất xúc tác. Tuy có ứng dụng như trên, nhưng hợp chất này hiếm khi được sử dụng trong pháo hoa nhằm mục đích tạo ra pháo hoa màu đỏ tím.

## Sản xuất
RbNO3 có thể được điều chế bằng cách hòa tan kim loại rubidi, hoặc các hợp chất của rubidi của nó là hydroxide hoặc cacbonat trong axit nitric:
RbOH + HNO3  →  RbNO3 + H2O
2 Rb + 2 HNO3 → 2 RbNO3 + H2